# Mnesipenthe refulgens
Mnesipenthe refulgens är en fjärilsart som beskrevs av Felder 1874. Mnesipenthe refulgens ingår i släktet Mnesipenthe och familjen mätare. Inga underarter finns listade i Catalogue of Life.